# بهاری عبادت
بهاری عبادت (زاده ۲۱ مارس ۱۹۹۳ در کابل) مدل افغان-آمریکایی و دوشیزه افغانستان در سال ۲۰۱۴ است.

## زندگی‌نامه
بهاری عبادت در کابل به دنیا آمد و در پاکستان پرورش یافت، و در ده سالگی به همراه خانواده‌اش به ایالات متحده آمریکا رفت. او در آتلانتا، جورجیا، ایالات متحده زندگی می‌کند. در سال ۲۰۱۴، بهاری در فصل پنجم استعداد برتر جهان در کره جنوبی در بین ۷ دوشیزه برتر آسیا اقیانوسیه قرار داشت.